# Wielomian symetryczny
Wielomian symetryczny – wielomian {\displaystyle W(x_{1},x_{2},\dots ,x_{n}),} który po dowolnej permutacji zmiennych {\displaystyle x_{1},x_{2},\dots ,x_{n}} dla dowolnie wybranych zmiennych będzie przyjmował takie same wartości, jak przed permutacją.

## Definicja formalna
Niech {\displaystyle W:=W(x_{1},x_{2},\dots ,x_{n})} będzie dowolnym wielomianem {\displaystyle n} zmiennych. Zmienne w tym wielomianie możemy podstawiać jedne za drugie za pomocą permutacji {\displaystyle \sigma } zbioru {\displaystyle n}-elementowego:
{\displaystyle \sigma ={\begin{pmatrix}x_{1}&x_{2}&x_{3}&\ldots &x_{n}\\x_{\sigma (1)}&x_{\sigma (2)}&x_{\sigma (3)}&\ldots &x_{\sigma (n)}\end{pmatrix}}}
i otrzymać w ten sposób nowy wielomian {\displaystyle W_{\sigma }:=W_{\sigma }(x_{1},x_{2},\dots ,x_{n}).} Jeżeli:
{\displaystyle W_{\sigma }=W}
dla dowolnej permutacji {\displaystyle \sigma ,} to {\displaystyle W} nazywamy wielomianem symetrycznym.
Wielomiany stałe są symetryczne. Podobnie symetryczna jest suma, różnica oraz iloczyn dwóch
wielomianów symetrycznych. Innymi słowy, wielomiany symetryczne tworzą pierścień
{\displaystyle S[x_{1},\dots ,x_{n}],}
a nawet algebrę nad ciałem (lub pierścieniem) współczynników wyjściowego pierścienia
wielomianów.

## Przykłady wielomianów symetrycznych
Następujące wielomiany są symetryczne:
{\displaystyle W(x_{1},x_{2},x_{3},x_{4})=x_{1}^{2}+x_{2}^{2}+x_{3}^{2}+x_{4}^{2},}
{\displaystyle W(x_{1},x_{2},x_{3})=x_{1}x_{2}x_{3}+x_{1}x_{2}+x_{2}x_{3}+x_{3}x_{1}+x_{1}+x_{2}+x_{3}.}
Każdy jednomian postaci {\displaystyle W(x_{1},x_{2},\dots ,x_{n})=lx_{1}^{k}x_{2}^{k}\ldots x_{n}^{k},} gdzie {\displaystyle k\in \mathbb {N} ,l\in \mathbb {R} } jest symetryczny.

## Przykłady wielomianów, które nie są symetryczne
Zgodnie z definicją, żeby udowodnić, że dany wielomian {\displaystyle W} nie jest symetryczny, należy podać przykład permutacji σ, w wyniku której otrzymany wielomian {\displaystyle W_{\sigma }} jest różny od wielomianu {\displaystyle W} (zobacz: kontrprzykład).
Dla przykładu udowodnimy, że wielomian
{\displaystyle W(x_{1},x_{2},x_{3}):=x_{1}^{2}x_{2}+x_{1}x_{3}^{2}+x_{2}^{2}x_{3}}
nie jest symetryczny.
Rozważmy permutację {\displaystyle \sigma ={\begin{pmatrix}x_{1}&x_{2}&x_{3}\\x_{2}&x_{1}&x_{3}\end{pmatrix}}.}
Otrzymujemy wielomian
{\displaystyle W_{\sigma }(x_{1},x_{2},x_{3})=x_{2}^{2}x_{1}+x_{2}x_{3}^{2}+x_{1}^{2}x_{3}=x_{1}x_{2}^{2}+x_{1}^{2}x_{3}+x_{2}x_{3}^{2}.}
Współczynnik przy {\displaystyle x_{1}^{2}x_{2}} wynosi 1 dla {\displaystyle W,} ale 0 dla {\displaystyle W_{\sigma }.} Zatem {\displaystyle W_{\sigma }\neq W,} więc wielomian {\displaystyle W} nie jest symetryczny.

## Elementarne wielomiany symetryczne i twierdzenie podstawowe
Elementarnymi wielomianami symetrycznymi {\displaystyle n} zmiennych nazywamy każdy z wielomianów symetrycznych postaci
{\displaystyle {\begin{aligned}S_{1}(x_{1},x_{2},\dots ,x_{n})&=\sum _{1\leqslant i_{1}\leqslant n}x_{i_{1}}\\S_{2}(x_{1},x_{2},\dots ,x_{n})&=\sum _{1\leqslant i_{1}<i_{2}\leqslant n}x_{i_{1}}x_{i_{2}}\\S_{3}(x_{1},x_{2},\dots ,x_{n})&=\sum _{1\leqslant i_{1}<i_{2}<i_{3}\leqslant n}x_{i_{1}}x_{i_{2}}x_{i_{3}}\\S_{4}(x_{1},x_{2},\dots ,x_{n})&=\sum _{1\leqslant i_{1}<i_{2}<i_{3}<i_{4}\leqslant n}x_{i_{1}}x_{i_{2}}x_{i_{3}}x_{i_{4}}\\&\ldots \\S_{n}(x_{1},x_{2},\dots ,x_{n})&=\sum _{1\leqslant i_{1}<i_{2}<\ldots <i_{n}\leqslant n}x_{i_{1}}x_{i_{2}}\ldots x_{i_{n}}\end{aligned}}}
gdzie {\displaystyle n\in \mathbb {N} .}
Elementarne wielomiany symetryczne nazywane są także wielomianami symetrycznymi podstawowymi.
Jeżeli {\displaystyle W(x_{1},x_{2},\dots ,x_{n})} jest dowolnym wielomianem symetrycznym, to istnieje dokładnie jeden wielomian {\displaystyle V(x_{1},x_{2},\dots ,x_{n})} taki, że
{\displaystyle W(x_{1},x_{2},\dots ,x_{n})=V(S_{1}(x_{1},x_{2},\dots ,x_{n}),S_{2}(x_{1},x_{2},\dots ,x_{n}),\dots ,S_{k}(x_{1},x_{2},\dots x_{n})).}
Nieformalnie, oznacza to, że za pomocą sumowania, mnożenia i mnożenia przez liczbę rzeczywistą wielomianów {\displaystyle S_{1},S_{2},\dots ,S_{n}} można zbudować każdy wielomian symetryczny. Natomiast pełne i formalne sformułowanie tego wyniku brzmi:
Twierdzenie. Przyporządkowanie (polegające na podstawieniu)
{\displaystyle V(S_{1},\dots ,S_{n})\mapsto V(S_{1}(x_{1},\dots ,x_{n}),\dots ,S_{n}(x_{1},\dots ,X_{n}))}
jest izomorfizmem algebry wielomianowej {\displaystyle K[S_{1},\dots ,S_{n}]} na algebrę wielomianów symetrycznych {\displaystyle S_{K}[X_{1},\dots ,X_{n}]} (gdzie {\displaystyle K} oznacza ciało współczynników).
Uwaga. Po lewej stronie powyższego przyporządkowania {\displaystyle S_{j}} jest traktowane jako zmienna symboliczna, a po prawej – jako wielomian od zmiennych {\displaystyle x_{1},\dots ,x_{n}.}
Przykłady:
{\displaystyle x_{1}^{2}+x_{2}^{2}+x_{3}^{2}=(x_{1}+x_{2}+x_{3})^{2}-2(x_{1}x_{2}+x_{2}x_{3}+x_{3}x_{1})=S_{1}^{2}-2S_{2},}
{\displaystyle 5x_{1}x_{2}+5x_{1}x_{3}+5x_{2}x_{3}=5(x_{1}x_{2}+x_{1}x_{3}+x_{2}x_{3})=5S_{2},}
{\displaystyle x_{1}^{3}+x_{2}^{3}=(x_{1}+x_{2})^{3}-3(x_{1}^{2}x_{2}+x_{1}x_{2}^{2})=(x_{1}+x_{2})^{3}-3x_{1}x_{2}(x_{1}+x_{2})=S_{1}^{3}-3S_{2}S_{1}.}

## Wielomiany symetryczne awzory Viète’a
Jeżeli wielomian {\displaystyle a_{n}x^{n}+a_{n-1}x^{n-1}+\ldots +a_{1}x+a_{0}} (gdzie {\displaystyle a_{n}\neq 0}) ma {\displaystyle n} pierwiastków {\displaystyle \xi _{1},\dots ,\xi _{n},} to zachodzą wzory Viète’a:
{\displaystyle {\begin{aligned}S_{1}(\xi _{1}\dots ,\xi _{n})&=-{\tfrac {a_{n-1}}{a_{n}}}\\S_{2}(\xi _{1}\dots ,\xi _{n})&={\tfrac {a_{n-2}}{a_{n}}}\\&\ldots \\S_{n}(\xi _{1}\dots ,\xi _{n})&=(-1)^{n}\cdot {\tfrac {a_{0}}{a_{n}}}\end{aligned}}}
Uwaga. Każdy wielomian stopnia {\displaystyle n,} nad ciałem {\displaystyle k,} ma {\displaystyle n} pierwiastków (niekoniecznie różnych) nad zamkniętym algebraicznie ciałem {\displaystyle K,} będącym rozszerzeniem ciała {\displaystyle k} (ale na ogół wielomian ten nie ma {\displaystyle n} pierwiastków nad samym ciałem {\displaystyle k}).
Ze wzorów Viète’a i podstawowego twierdzenia (patrz wyżej) natychmiast wynika niezwykle ważny wniosek:
Twierdzenie. Niech {\displaystyle \xi _{1},\dots ,\xi _{n}} będą pierwiastkami wielomianu {\displaystyle f,} stopnia n, nad ciałem {\displaystyle k} (same pierwiastki należą do pewnego ciała, będącego rozszerzeniem ciała {\displaystyle k}). Niech {\displaystyle F} będzie wielomianem symetrycznym stopnia {\displaystyle n,} nad tym samym ciałem {\displaystyle k} (może być nad mniejszym). Wtedy
{\displaystyle F(\xi _{1},\dots ,\xi _{n})\in k.}